# ワット・プラシーラッタナーマハータート (ピッサヌローク)
ワット・プラシーラッタナーマハータート (Wat Phra Sri Rattana Mahathat、タイ語: วัดพระศรีรัตนมหาธาตุ) は、タイの北部、ピッサヌローク県の県庁所在地（ムアン）ピッサヌロークにある仏教寺院（ワット、wat）である。一般にワット・ヤイ (Wat Yai、タイ語: วัดใหญ่) とも称される。

## 位置
ワット・プラシーラッタナーマハータートは、ピッサヌローク市内の西側を流れるナーン川に架かったナレースワン橋（英語: Naresuan Bridge）の東岸に位置する。その面積は、57,600平方メートル（36ライ〈1ライは1,600平方メートル〉）とされる。

## 歴史

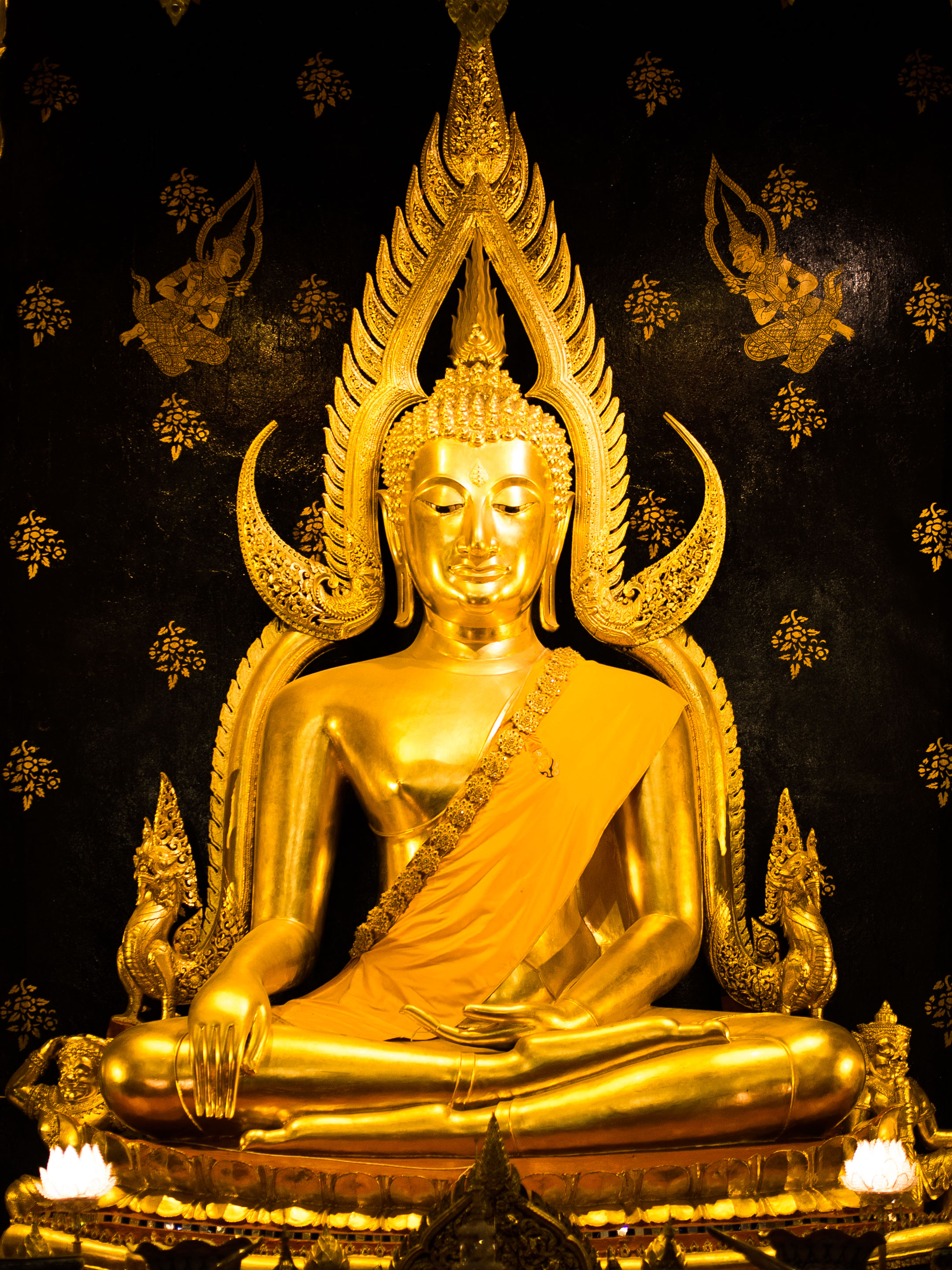
プラプッタチンナラート

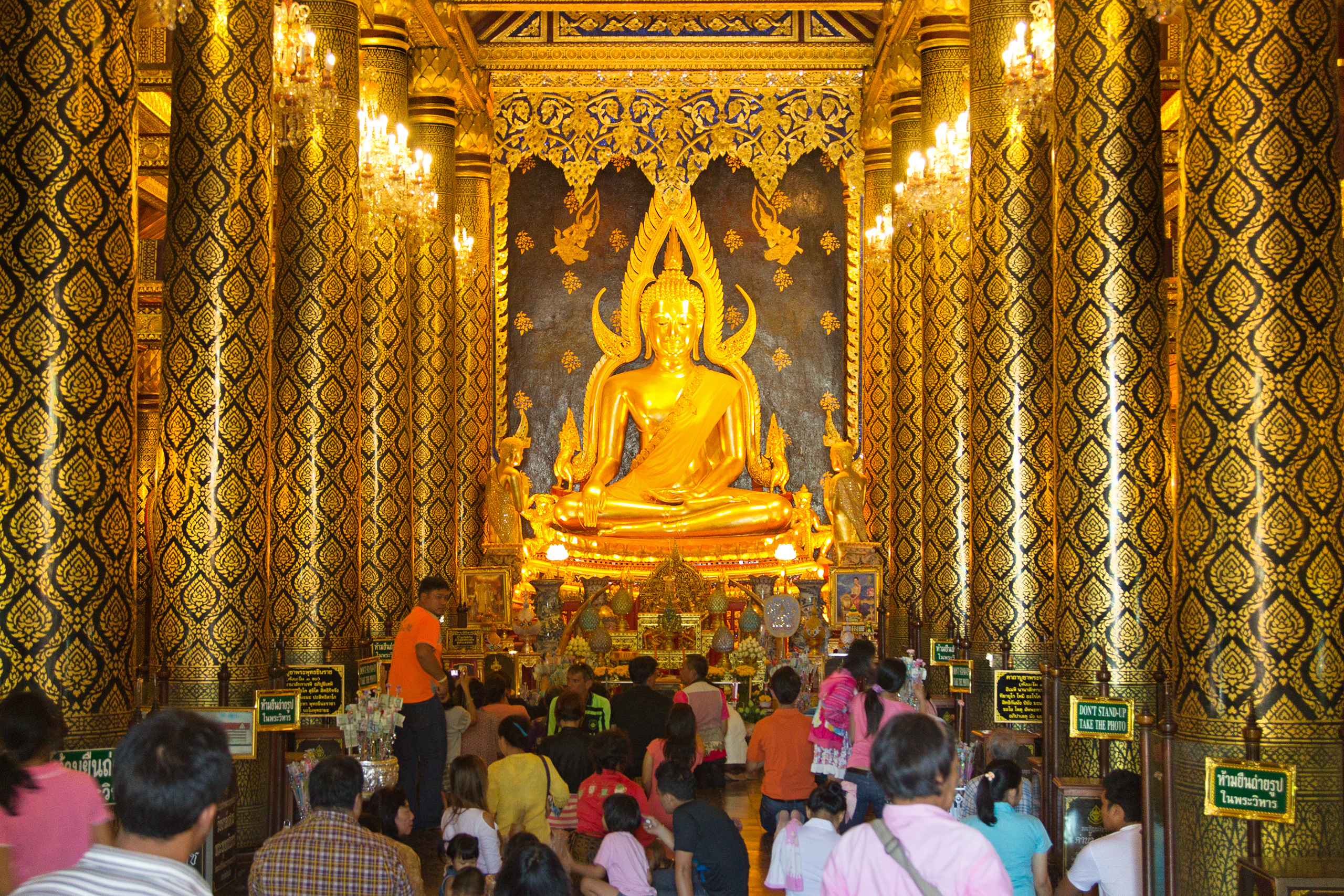
礼拝堂内

地元において「ワット・ヤイ」として知られるワット・プラシーラッタナーマハータートは、1357年にスコータイの王リタイ（在位1347-1368年/74年）により創建された。17世紀初頭、アユタヤ王朝のエーカートッサロット（在位1605-1610年）の統治時代に仏像には金箔が施され、寺院はその後ラーマ5世（在位1868-1910年）やチャクリー王朝のラーマ9世（在位1946-2016年）により発展した。

## 構成

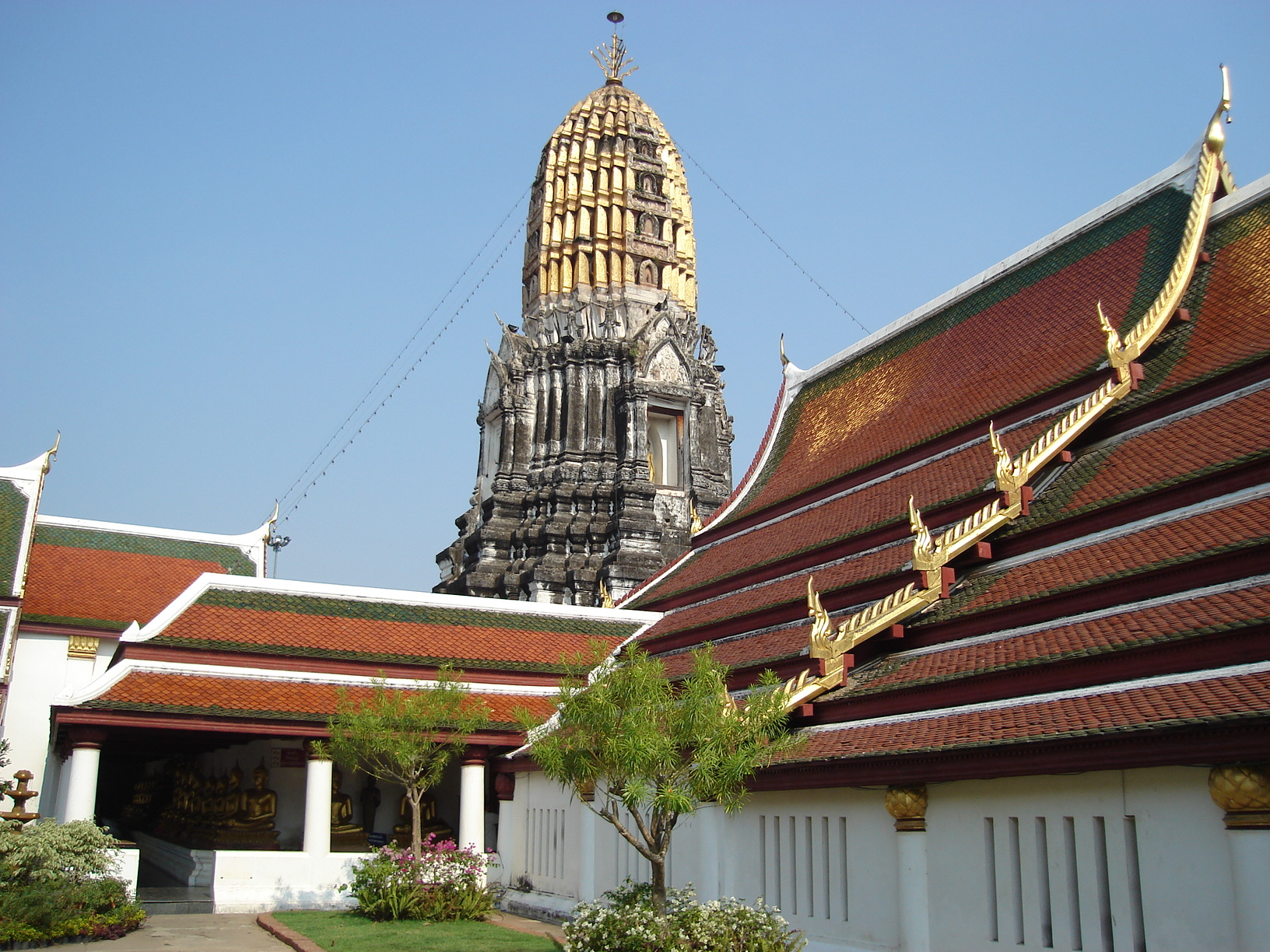
クメール様式の塔堂

寺院は、プラプッタチンナラート（Phra Phuttha Chinnarat、タイ語: พระพุทธชินราช、「勝利の王」）と称される金色の仏像で非常に有名であり、それはタイ国内で最も美しい仏像であると見なされている。その仏坐像は高さ3.5メートルで、王マハータンマラーチャー4世（在位1419-1438年）の統治時代に鋳造された。
金色の仏像を安置する大きな礼拝堂（ウィハーン、wihan）は、1756年に王ボーロマコートより寄進された螺鈿で装飾される大きな中央入口を持つ。礼拝堂の後方には、高さ36メートルのクメール様式の塔堂（プラーン、prang）があり、階段を通じて行くことができる。塔堂には仏舎利が納められているといわれる。

## 博物館
寺院の敷地に位置するプッタチンナラート国立博物館には、スコータイ時代の美術品が数多く収蔵されている。

## 行事
祝祭が毎年1月、寺院の敷地内でプラプッタチンナラート市などが行われる。また、10月の第1週目の週末にはピッサヌローク・ドラゴンボートレースが寺院の外を流れる川で開催される。